# Thakurgaon S.
Thakurgaon S. är ett underdistrikt i Bangladesh. Det ligger i den nordvästra delen av landet, 300 km nordväst om huvudstaden Dhaka.
Trakten runt Thakurgaon S. består till största delen av jordbruksmark. Runt Thakurgaon S. är det tätbefolkat, med 849 invånare per kvadratkilometer.